# Bataille de Mindanao
Seconde Guerre mondiale
Batailles
Campagne des Philippines
- Formose
- Leyte
- Golfe de Leyte
- Baie d'Ormoc
- Mindoro
- Maguindanao
- Golfe de Lingayen
- Luçon
- Col de Bessang
- Raid de Cabanatuan
- Bataan (1945)
- Manille (1945)
- Corregidor (1945)
- Baguio (1945)
- Raid de Los Baños
- Visayas
- Palawan
- Mindanao
- Jolo
- Davao
- Raid en mer de Chine méridionale

La bataille de Mindanao est une bataille de mars à août 1945 de la guerre du Pacifique qui s'inscrit dans la libération des Philippines durant la Seconde Guerre mondiale. Mindanao est à cette époque la dernière grande île des Philippines encore sous contrôle japonais.

## Opération VICTOR IV

### Débarquements à Zamboanga
Les opérations ont commencé par la prise de la péninsule de Zamboanga, à l'extrême-ouest de l'île.
Après la prise de l'aéroport de Dipolog au nord-ouest de la péninsule par des éléments philippins et l'arrivée de bataillons de la 21e division d'infanterie chargés de le défendre face à une éventuelle contre-attaque, l'US Air Force s'en est immédiatement servi pour bombarder intensivement Zamboanga City. La 41e division d'infanterie, opposée à une résistance minimale, prend la ville en une journée le 10 mars 1945.
Les combats qui s'ensuivirent pour repousser les Japonais massés le long des collines dominant la ville sont en revanche bien plus intenses. Supportées par une puissance de feu aérienne et navale écrasante mais également par la guérilla philippine locale, 2 régiments d'infanterie (le 186e et le 162e) mettront 2 semaines pour briser les lignes japonaises, composées d'environ 8 000 hommes, retranchées dans des positions défensives bien fortifiées.

### Archipel de Sulu
En parallèle aux opérations sur Zamboanga, le 163e régiment d'infanterie fut chargé de la conquête de l'archipel de Sulu. Débarquant successivement sur les îles en faisant partie, les Américains en prennent rapidement possession, la majorité n'étant pas ou peu défendues, à l'exception notable de Jolo où ils lancèrent un assaut amphibie le 9 avril 1945 et eurent à affronter plus de 3 000 soldats impériaux qui étaient chargés de sa défense.
Fuyant les bombardements intensifs et le déluge d'artillerie, les Japonais se retranchèrent sur le mont Daho (811 mètres d'altitude), d'où ils furent chassés le 16 avril par des unités de la 41e division d'infanterie et s'enfuirent vers l'ouest de l'île. Les semaines suivantes, les troupes américaines aidées par des combattants philippins locaux s'employèrent à neutraliser les quelques éléments nippons encore actifs sur l'île.

## Opération VICTOR V

### Avancée vers l'est de Mindanao
Après avoir pris Zamboanga, passant par le centre de l'île, les Américains progressèrent rapidement pour entamer la prise de Mindanao et Davao (Opération VICTOR V).
Les Japonais ne s'étant pas attendus à ce qu'ils débarquent à l'est de l'île mais dans le golfe de Davao, les faibles garnisons nippones en place dans le centre de Mindanao ont ainsi préféré rejoindre le gros de leurs forces vers l'est et vers le nord, ce qui eut pour conséquence d'irrémédiablement couper leurs troupes en place en deux groupes, les Alliés contrôlant désormais le principal axe routier traversant l'île.
La route vers la région et la ville de Davao, principale ville de l'île, fut ainsi grande ouverte.

### Davao
Croyant que les débarquements à l'ouest de l'île n'étaient qu'une tentative de diversion, et s'étant attendus à un débarquement venant au sud de Davao City, en concentrant le gros de leurs troupes le long de la ligne côtière immédiate à la ville, les défenseurs de la région de Davao furent pris de court quand les premières unités américaines venant de l'ouest à partir du 10 juin 1945 prirent à revers leurs défenses qui ne s'étaient absolument pas préparées à ce cas de figure. Sous peine de se retrouver prises en étau entre la mer et l'armée américaine, et par conséquent de se faire rapidement annihiler, les troupes impériales n'eurent d'autre choix que de se replier au nord dans la jungle. La ville de Davao City tomba ainsi rapidement entre les mains des Alliés, face à une résistance minime.
Les combats au nord dans la jungle au nord de la ville furent bien plus intenses, dans des conditions climatiques de chaleur et d'humidité dantesques. Après 3 semaines de combat, toute résistance japonaise réellement organisée s'est finalement tue.

## Après la bataille
Les patrouilles d'unités américaines assistées par de très utiles éléments philippins locaux restèrent sur l'île jusqu'à la mi-août 1945 afin de repérer et de supprimer les quelques îlots de résistance japonaise encore actifs dans la jungle. Cependant, exploitant le terrain à leur avantage, certains resteront actifs jusqu'à la fin de la guerre.